# Єнс Єрн Бертельсен
Єнс Єрн Бертельсен (дан. Jens Jørn Bertelsen, нар. 15 лютого 1952) — данський футболіст, що грав на позиції півзахисника. Футболіст року в Данії (1979).
Виступав, зокрема, за клуб «Есб'єрг», а також національну збірну Данії, у складі якої був учасником чемпіонату світу та Європи.

## Клубна кар'єра
У дорослому футболі дебютував 1972 року виступами за команду «Есб'єрг», в якій провів десять сезонів, взявши участь у 317 матчах чемпіонату. Більшість часу, проведеного у складі «Есб'єрга», був основним гравцем команди. У 1976 році він виграв з клубом Кубок Данії і був визнаний найкращим гравцем у фіналі проти «Гольбека» (2:1). У 1977 році він посів з командою 3 місце, в 1978 — друге, і, нарешті, стали чемпіонами Данії в 1979 році. Згодом Бертельсен був названий найкращим футболістом року в Данії в 1979 році.
Згодом з 1982 по 1987 рік грав за кордоном у складі бельгійського «Серезьєна», французького «Руана» та швейцарського «Аарау».
Завершив ігрову кар'єру у 1988 році у команді «Есб'єрг», у складі якої і розпочинав професіональні виступи.

## Виступи за збірні
Залучався до складу молодіжної збірної Данії. На молодіжному рівні зіграв у 5 офіційних матчах.
24 червня 1976 року дебютував в офіційних іграх у складі національної збірної Данії в товариському матчі проти збірної Норвегії
У складі збірної був учасником чемпіонату Європи 1984 року у Франції. На турнірі футболіст провів усі 4 матчі і дійшов із командою до півфіналу, в якому данці поступилися іспанцям в серії пенальті. На чемпіонаті світу 1986 року у Мексиці Бертельсен теж зіграв у чотирьох матчах, а Данія знову вилетіла від іспанців (1:5), цього разу у 1/8 фіналу. 
Загалом протягом кар'єри у національній команді, яка тривала 12 років, провів у її формі 69 матчів, забивши 2 голи.

## Титули і досягнення

### Командні
- Чемпіон Данії (1):

«Есб'єрг»: 1978/79
- Володар Кубка Данії (1):

«Есб'єрг»: 1975/76

### Особисті
- Футболіст року в Данії: 1979